# Richard Walker (Bischof)
Richard Adrian Walker (* 24. Oktober 1960 in Birmingham) ist ein britischer römisch-katholischer Geistlicher und Weihbischof in Birmingham.

## Leben
Richard Walker absolvierte zunächst ein Studium der Rechtswissenschaft an der Coventry University und war als Rechtsanwalt tätig. Anschließend studierte er Philosophie und Theologie am Priesterseminar im Birminghamer Stadtteil Oscott, dem St. Mary’s College, und am Päpstlichen Englischen Kolleg in Rom. An der Päpstlichen Universität Gregoriana erwarb er das Lizenziat in Dogmatik. Am 22. Juli 2000 empfing er in der Franziskuskirche von Kenilworth das Sakrament der Priesterweihe für das Erzbistum Birmingham.
Nach der Priesterweihe war er drei Jahre lang in Coventry in der Pfarrseelsorge tätig. Von 2003 bis 2014 war er Dozent am St. Mary’s College und ab 2006 zusätzlich dessen Vizerektor. Von 2014 bis 2020 war er Pfarrer in Banbury und zusätzlich von 2015 bis 2020 Diözesanverantwortlicher für die Weiterbildung des Klerus. Ab 2016 war er als Trustee Vermögensverwalter des St. Mary’s College und ab 2017 Mitglied der Diözesankommission für den Schutz Minderjähriger. Ab 2020 war er Generalvikar und Trustee des Erzbistums sowie Domkapitular an der St. Chad’s Cathedral.
Papst Franziskus ernannte ihn am 25. April 2024 zum Titularbischof von Murthlacum und zum Weihbischof in Birmingham. Der Erzbischof von Birmingham, Bernard Longley, spendete ihm und dem mit ihm ernannten Weihbischof Timothy Menezes am 16. Juli desselben Jahres in der St. Chad’s Cathedral die Bischofsweihe. Mitkonsekratoren waren der Birminghamer Weihbischof David Evans und der Bischof von Hexham und Newcastle, Stephen Wright.